# 熱郛駅
熱郛駅（ねっぷえき）は、北海道（後志総合振興局）寿都郡黒松内町字白井川（しろいかわ）にある北海道旅客鉄道（JR北海道）函館本線の駅である。駅番号はS29。電報略号はネツ。事務管理コードは▲140133。函館支社管轄の北端にあたり、次の目名駅から滝川駅までは、北海道旅客鉄道鉄道事業本部管轄となる。

## 歴史
- 1903年（明治36年）11月3日：北海道鉄道 森駅 - 当駅間の開通に伴い、同線の熱郛駅（ねっぷえき）として開業[4][5]。一般駅[2]。
- 1904年（明治37年）10月15日：北海道鉄道 当駅 - 小沢駅間が延伸開業。同時に、歌棄駅（うたすつえき）に改称[5]。
- 1905年（明治38年）12月15日：熱郛駅に再改称[5]。
- 1907年（明治40年）7月1日：北海道鉄道の国有化に伴い、国有鉄道に移管[4][5]。
- 1909年（明治42年）10月12日：国有鉄道線路名称制定に伴い、函館本線の駅となる[4][5]。
- 1949年（昭和24年）6月1日：日本国有鉄道法施行に伴い、日本国有鉄道（国鉄）に継承。
- 1975年（昭和50年）2月7日：貨物扱い廃止[2]。
- 1984年（昭和59年）2月1日：荷物扱い廃止[2]。
- 1986年（昭和61年）11月1日：簡易委託駅となり、無人化[6]。
- 1987年（昭和62年）4月1日：国鉄分割民営化に伴い、北海道旅客鉄道（JR北海道）の駅となる[2]。
- 1990年（平成2年）12月15日：駅舎改築。
- 1992年（平成4年）4月1日：簡易委託廃止、完全無人化。
- 2007年（平成19年）10月1日：駅ナンバリングを実施[JR北 1]。
- 2016年（平成28年）3月26日：同日のダイヤ改正で、朝の当駅始発長万部行き上り列車1本を倶知安発の始発列車に統合し、当駅始発列車が消滅[7]。
  - 国鉄時代、当駅 - 上目名駅間に北海道総局（札幌鉄道管理局。現在のJR北海道本社鉄道事業本部）と青函船舶鉄道管理局（現在のJR北海道函館支社）の境界があったため、長らく当駅始発の区間列車が設定され[8]、一部列車は長万部駅から急行「せたな」として函館駅まで直通した。
  - この当駅始発長万部行きの区間輸送が残っていた理由は、北海道教育委員会が定める高等学校通学区域の特例として、黒松内町の一部（寿都町と境界を接する黒松内町作開地区を除く）が北海道長万部高等学校の通学区域に入っているので、その通学の便を図るためであった[9]、とされている。

### 駅名の由来
当駅の所在地近辺の地名より。地名は、アイヌ語の「クンネ・ネッ・ペッ」（黒い標木（目印となっている木）の川）の詰まった言葉に由来する。
旧駅名の歌棄（うたすつ）は、アイヌ語の「オタ・シュツ」（浜の草原が尽きて砂原に掛かる辺り）に由来する。

## 駅構造
相対式ホーム2面2線を有する地上駅で、列車交換可能な交換駅となっている。互いのホームは駅舎側ホーム西側と対向側ホーム西側部分を結んだ構内踏切で連絡している。駅舎側（南側）ホームが上下共用の1番線、対向側ホーム（北側）がやはり上下共用の2番線となっている。そのほか2番線旭川方から構内中央部分までの行き止りの側線を1線有している。この側線は1983年（昭和58年）4月時点では1番線の函館方にて合流する中線であった。1983年（昭和58年）4月時点ではそのほか1番線函館方からホーム西側まで戻る形の行き止りの側線（貨物側線）を1線有していた。この側線と中線の函館方転轍機は1993年（平成5年）3月までには撤去されていた。
長万部駅管理の無人駅となっている。駅舎は構内の南側に位置しホーム中央部分に接している。有人駅時代の駅舎は改築され、「熱郛ホール」と名付けられた、町民サロンを併設し、出入口に三角屋根の庇と明かり窓を有し、木製板張りの内装の駅舎となっている。周囲の自然豊かな山々をイメージし、雪に備えて基礎を高くして階段を備えた建物である。駅舎内にトイレを有する。また、人形の置かれたショーケースが設置されている。

### のりば
| 番線 | 路線      | 方向 | 行先             |
| ---- | --------- | ---- | ---------------- |
| 1・2 | ■函館本線 | 上り | 長万部方面       |
| 1・2 | ■函館本線 | 下り | 倶知安・小樽方面 |

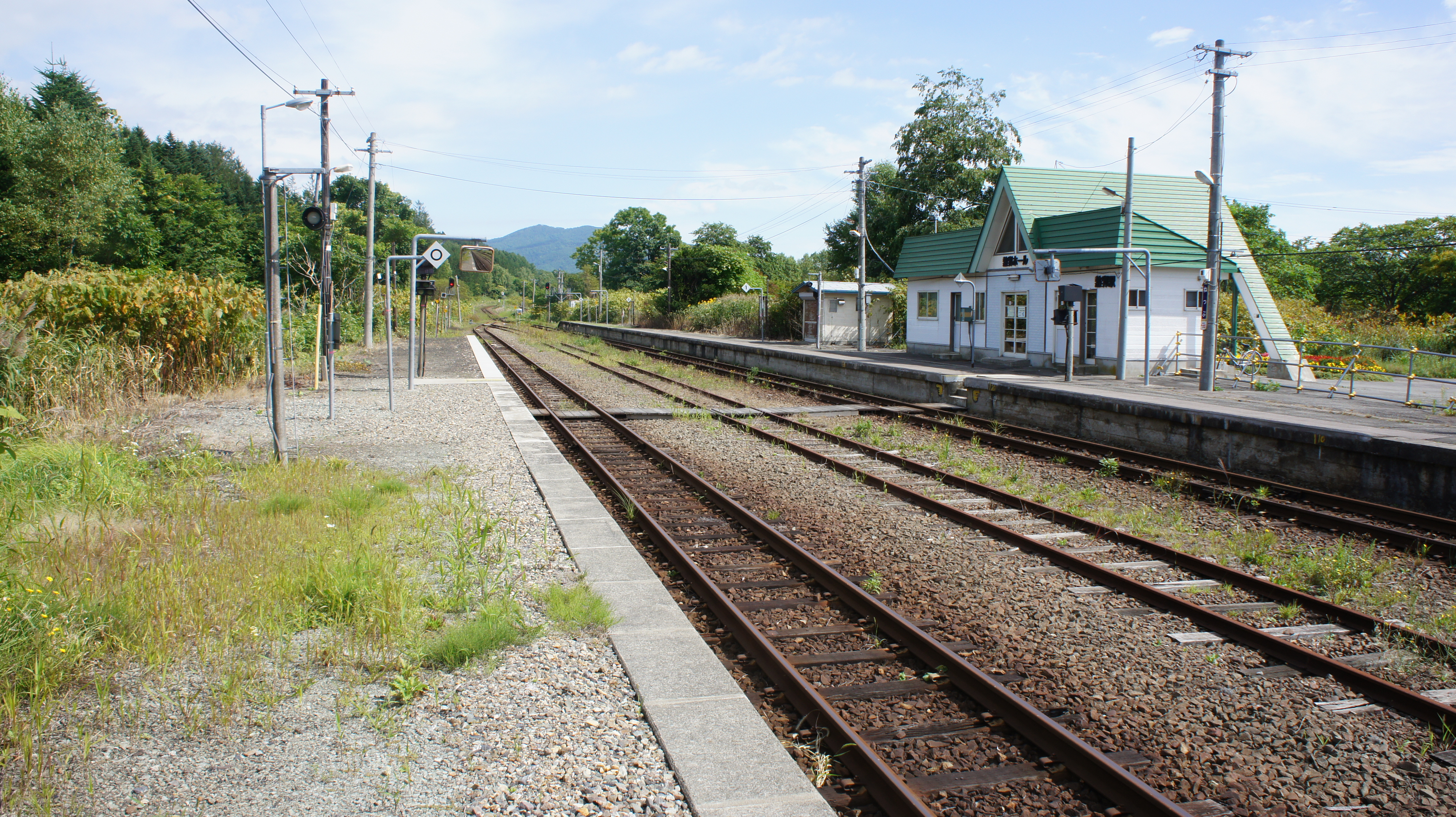
ホーム（2017年9月）
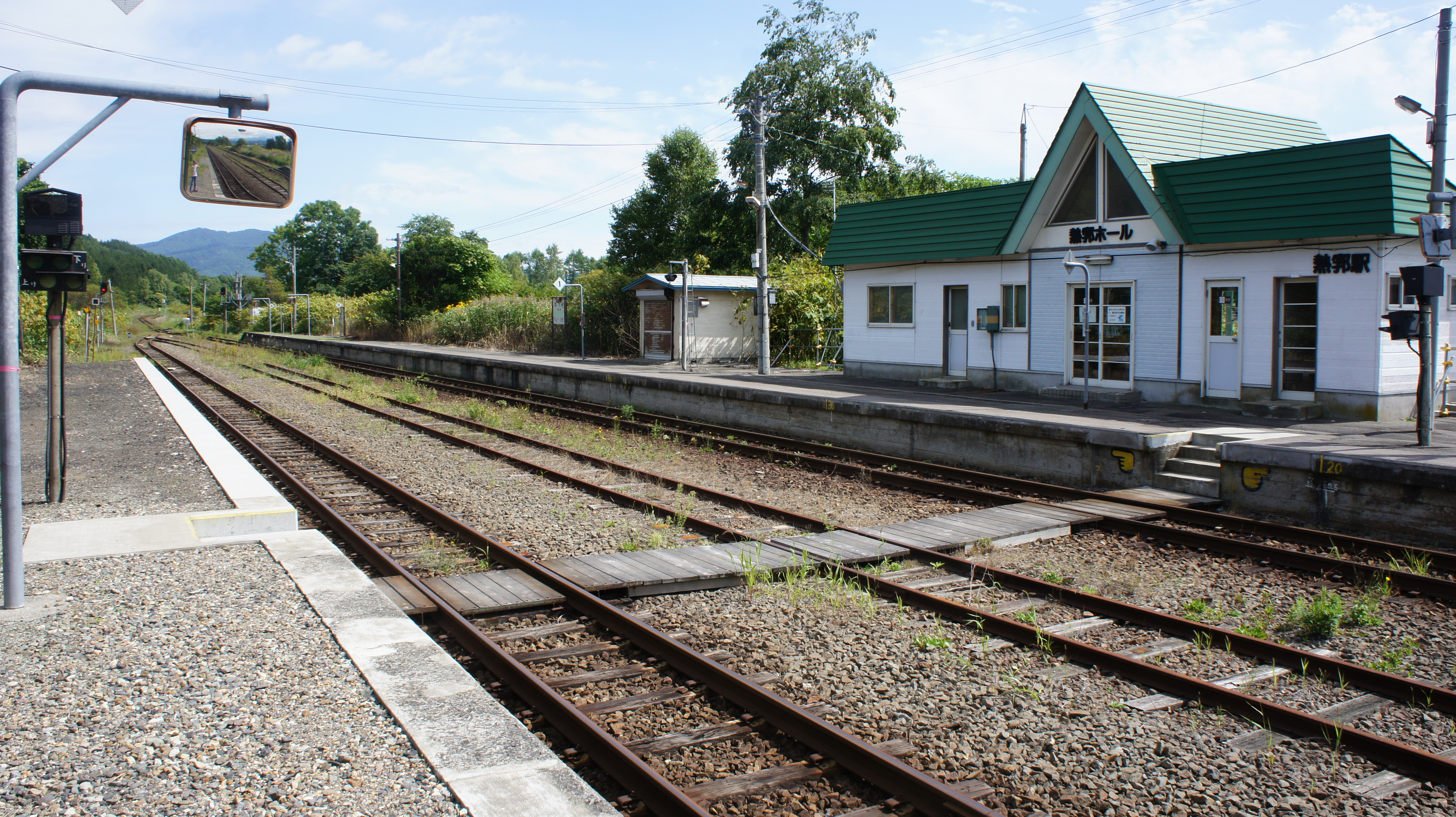
構内踏切（2017年9月）

## 利用状況
乗車人員の推移は以下の通り。年間の値のみ判明している年度は日数割で算出した参考値を括弧書きで示す。出典が「乗降人員」となっているものについては1/2とした値を括弧書きで乗車人員の欄に示し、備考欄で元の値を示す。
また、「JR調査」については、当該の年度を最終年とする過去5年間の各調査日における平均である。
| 年度               | 乗車人員（人） | 乗車人員（人） | 乗車人員（人） | 出典       | 備考                |
| 年度               | 年間           | 1日平均        | JR調査         | 出典       | 備考                |
| ------------------ | -------------- | -------------- | -------------- | ---------- | ------------------- |
| 1978年（昭和53年） |                | 95.0           |                | [ 14 ]     |                     |
| 1981年（昭和56年） |                | (34.0)         |                | [ 12 ]     | 1日乗降客数は68人。 |
| 1992年（平成04年） |                | (22.0)         |                | [ 10 ]     | 1日乗降客数は44人。 |
| 2015年（平成27年） |                |                | 「10名以下」   | [ JR北 2 ] |                     |
| 2017年（平成29年） |                |                | 5.0            | [ 15 ]     |                     |
| 2018年（平成30年） |                |                | 4.4            | [ 16 ]     |                     |
| 2019年（令和元年） |                |                | 「10名以下」   | [ JR北 3 ] |                     |
| 2020年（令和02年） |                |                | 「10名以下」   | [ JR北 4 ] |                     |

## 駅周辺

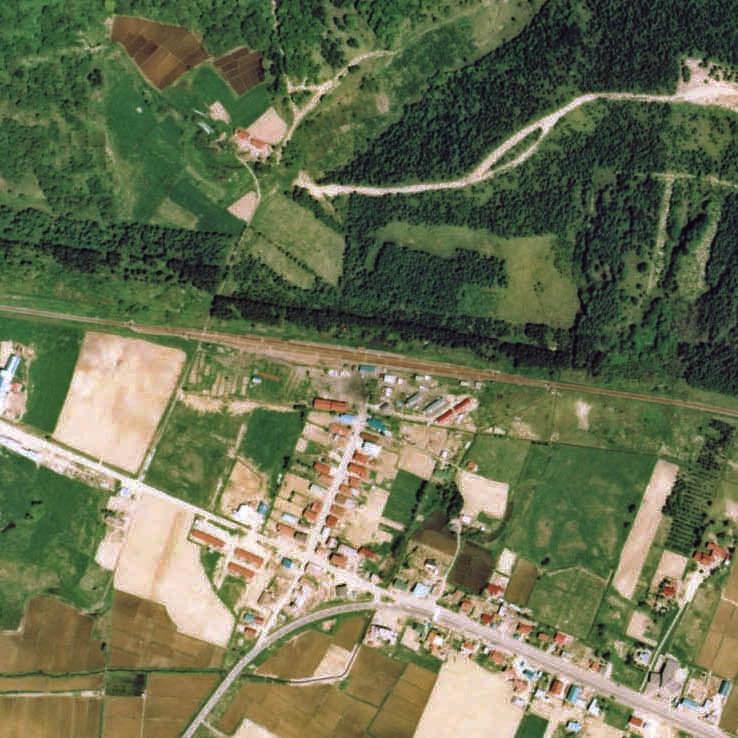
1976年の熱郛駅と周囲約750m範囲。左が長万部方面。

疎林がどこまでも続いているような場所に位置する。
- 国道5号
- 北海道道265号熱郛白井川線
- 道の駅くろまつない
- 黒松内新道黒松内インターチェンジ
- 黒松内町役場熱郛支所
- 寿都警察署白井川駐在所
- 熱郛郵便局
- 白井川小学校
- 黒松内岳 - 駅の西。標高740m。
- 白井川

## 隣の駅
北海道旅客鉄道（JR北海道）
■函館本線
黒松内駅 (S30) - 熱郛駅 (S29) - *上目名駅 - 目名駅 (S28)
*打消線は廃駅

### JR北海道
1. ↑  『駅番号表示（駅ナンバリング）を実施します』（PDF）（プレスリリース）北海道旅客鉄道、2007年9月12日。オリジナルの2007年9月30日時点におけるアーカイブ。2014年9月6日閲覧。
2. ↑  “極端にご利用の少ない駅（3月26日現在）” (PDF). 平成28年度事業運営の最重点事項.   北海道旅客鉄道. p. 6 (2016年3月28日). 2017年9月25日閲覧。
3. ↑  “駅別乗車人員” (PDF). 地域交通を持続的に維持するために > 全線区のご利用状況.   北海道旅客鉄道 (2020年10月30日). 2020年11月2日時点のオリジナルよりアーカイブ。2020年11月5日閲覧。
4. ↑  “駅別乗車人員” (PDF). 地域交通を持続的に維持するために > 全線区のご利用状況.   北海道旅客鉄道 (2021年9月30日). 2022年1月1日時点のオリジナルよりアーカイブ。2022年1月1日閲覧。